# Сумбат II Артануджели
Сумбат II (груз. სუმბატ II, умер в 988 году) — грузинский принц Тао-Кларджети из династии Багратионов, правил с титулом эристав-эристави в Кларджети с 943 до 988 года.

## Биография
Сумбат был единственным сыном Давида I, который унаследовал правление Кларджети, его владение также охватывало Нигали и Аджария. Грузинский агиограф X века Георгий Мерчуле и рукопись из монастыря Пархали упоминает его как эриставт-эристави («князь-князей») и эристави («князь») соответственно.
Согласно Константин VII Багрянородный, автор книги «Об управлении империей» Сумбат был женат на дочери своего родственника Баграта I. Хроники упоминают о Сумбате II как о «справедливом человеке».
Сумбат умер в 988 году. Он оставил свои владения своему старшему сыну Давиду II.
У Сумбата было два сына: Давид II Артануджели и Баграт II.